# 囊谦报春
囊谦报春（学名：Primula lactucoides）为报春花科报春花属下的一个种。

## 扩展阅读
維基物種上的相關：囊谦报春